# Einzelhaft
Albums de Falco
Junge Römer
(1984)
Singles
1. Ganz Wien
Sortie : 15 septembre 1981[2]
2. Der Kommissar
Sortie : 12 décembre 1981[3]
3. Maschine Brennt
Sortie : 29 juin 1982
4. Auf der Flucht
Sortie : 1982
5. Zuviel Hitze
Sortie : 1982 (promo)

Einzelhaft est le premier album du chanteur autrichien Falco sorti en 1982.
Einzelhaft est sorti en 1982 à la suite du succès du single Der Kommissar, il a été un franc succès en Europe.

## Liste des titres
1. "Zuviel Hitze" - 4:34
2. "Der Kommissar" - 3:52
3. "Siebzehn Jahr'n" - 3:54
4. "Auf der Flucht" - 4:13
5. "Ganz Wien" - 5:06
6. "Maschine Brennt" - 3:38
7. "Hinter uns die Sinflut" - 3:16
8. "Nie mehr Schule" - 4:36
9. "Helden von Heute" - 4:07
10. "Einzelhaft" - 4:01

## Classements
| Classement (1982-83)         | Meilleure place |
| ---------------------------- | --------------- |
| Autriche (Ö3 Austria Top 40) | 1               |
| Allemagne (Media Control AG) | 19              |
| États-Unis (Billboard 200)   | 64              |
| Canada (RPM 100 Albums)      | 31              |
| Italie (FIMI)                | 21              |
| Suède (Sverigetopplistan)    | 45              |
| Nouvelle-Zélande (RIANZ)     | 45              |

| Classement (1982-83) | Meilleure place |
| -------------------- | --------------- |
| Italie (FIMI)        | 76              |